# Université Galatasaray
 (septembre 2014).
Si vous disposez d'ouvrages ou d'articles de référence ou si vous connaissez des sites web de qualité traitant du thème abordé ici, merci de compléter l'article en donnant les références utiles à sa vérifiabilité et en les liant à la section « Notes et références ».
L’université Galatasaray (Galatasaray Üniversitesi en turc) ou  « cycle d'enseignement supérieur des établissements éducatifs de Galatasaray », a été établie par un accord signé en présence des deux présidents de la République, Turgut Özal et François Mitterrand, officiellement, le 14 avril 1992. C'est une université publique turque francophone à Istanbul (Turquie), considérée comme l'une des universités les plus prestigieuses de Turquie.
Tout comme le lycée de Galatasaray, et l'école primaire Galatasaray, l'université Galatasaray fait partie de la Communauté Galatasaray (en) qui est l'héritière des traditions séculaires de l'école de Galatasaray, créée en 1481, sous le nom de Galata Sarayı Enderun-u Hümayunu (école impériale du palais de Galata) par Bayezid II.

## Présentation

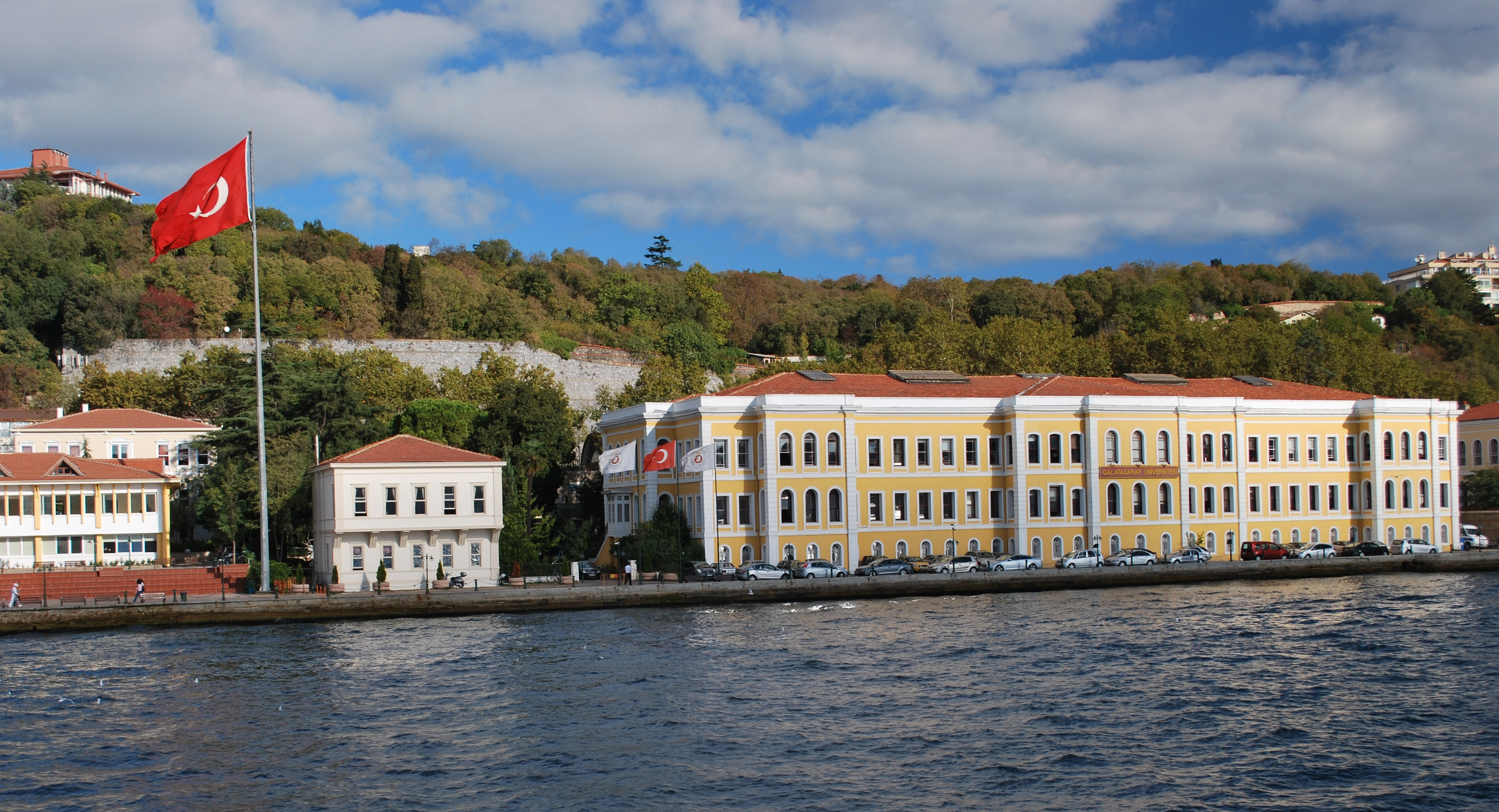
Université de Galatasaray, le batiment principal.

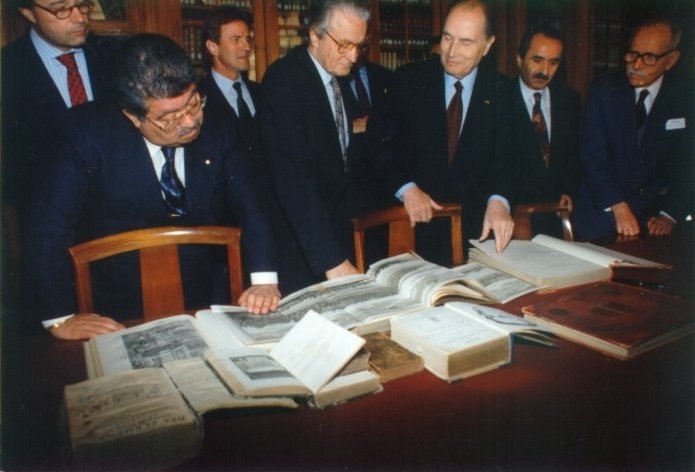
Mitterrand et Özal pendant la signature de l'accord bilatéral.

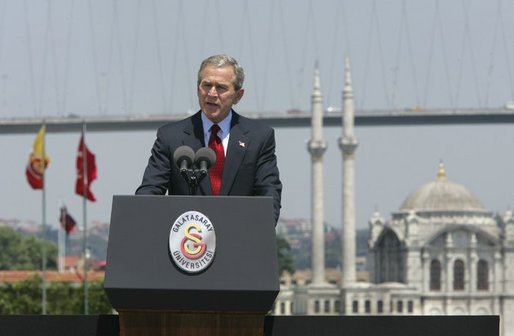
Le président américain George W. Bush à l’université de Galatasaray, en 2004.

Il s’agit de l’unique université francophone et également de la seule université établie par un traité international en Turquie. Considérée comme l’un des meilleurs établissements d’enseignement universitaire turcs, l’université Galatasaray comprend cinq facultés, plus précisément : sciences économiques et administratives, droit, lettres, communication, ingénierie et technologie et deux instituts; sciences sociales, sciences exactes. Elle est membre de l’Agence universitaire de la Francophonie.
Bien que la création de l’université soit relativement récente, elle fait partie d’une tradition d’enseignement francophone séculaire en Turquie. Elle reste l’une des plus prestigieuses institutions éducatives qui irrigue la société turque depuis le XVe siècle, avec le lycée de Galatasaray établi en 1868 et destiné à former des cadres supérieurs francophones pour l’administration ottomane. L’université Galatasaray fait partie de la Fondation Galatasaray pour l’éducation (GEV, créé en 1981 par un ancien du lycée de Galatasaray, İnan Kıraç (tr)) qui gère l’école primaire, le lycée et l’université.

## Historique de l'école du palais à l'université (1481 – 1992)
La première institution éducative de Galatasaray, connue sous le nom d’ « École impériale de Galata Saray » ( « Galata Saray –I Humayun Mektebi ») avait pour mission d’instruire et former les cadres destinés à l’administration du Palais (« enderun »). A cette époque, l’« enderun », ou école du Palais, était un vaste complexe édifié dans les jardins du Palais et comprenant les différentes composantes nécessaires à la vie quotidienne des sultans ottomans : unités d’enseignement, bibliothèque, salle du trésor.
Les personnes attachées à cette école, parfaitement instruites dans les divers domaines pour renseigner les personnages importants de l’administration ottomane, au premier rang desquels le Sultan lui-même, reçurent leur formation, de 1481 à 1715, à l’école impériale de Galatasaray.
Selon ce que raconte Evliya Çelebi, le sultan Beyazit II, un jour d’hiver qu’il était à la chasse sur les collines de Galata, aperçut, dans un grand jardin parfaitement entretenu, une cabane délabrée. Le propriétaire de cette masure, du nom de Gül Baba, lui ayant fait les honneurs de son jardin, le sultan voulut le récompenser et, sur le désir exprimé par celui-ci, fit édifier à cet endroit une école et un hospice (« darülşifa »).
La légende veut donc que l’école ait été fondée à la suite de ce vœu, soit ! Toutefois, nous savons que le Sultan Fatih, conquérant d’Istanbul, dans le but de fonder un état durable dans cette ville où la culture antique était encore si présente, comme l’avait fait pendant un millier d’années l’empire byzantin, étudiait les cultures antiques et lisait les ouvrages classiques qu’il faisait traduire abondamment. Parmi ceux-ci avait une place de choix « La République » de Platon, qui assigne aux seuls philosophes la tâche de gouverner la Cité. Or, dans ces années pendant lesquelles montait le pouvoir des Ottomans, comment éduquer les philosophes qui gouverneraient l’Etat ? Il existait bien une école du Palais, mais encore fallait-il que les jeunes gens qui y seraient admis aient déjà reçu ailleurs une éducation élémentaire . C’est dans cet esprit que Beyazit II, réalisant l’idéal de son père, Mehmet le Conquérant, par la création de l’ « École de Galatasaray » (« Galata Sarayı Ocağı ») apporta une contribution essentielle au système éducatif du Palais.
En 1675, à la suite d’une sédition, les plus doués parmi les jeunes gens de l’école ( « içoğlan ») furent envoyés au Palais et les autres furent distribués dans différentes unités de cavalerie ; l’école resta fermée pendant dix ans. Rouverte après cette date, elle se chargea à nouveau de l’éducation des jeunes gens destinés au Palais. Après 1820, l’établissement fut transformé en école de médecine et en quartier militaire.
Dans les décennies suivantes, accroissant son rôle, l’école devint le symbole des réformes du Tanzimat, parallèles à l’occidentalisation recherchée par l’Empire Ottoman. En effet, le besoin se faisait sentir d’un établissement où loger les programmes d’éducation occidentaux, différents de l’éducation traditionnelle, afin de former les cadres qui mettraient en pratique les réformes dans les domaines juridique, politique et social. Dans ce but, le 1er septembre 1868, au cours d’une cérémonie à laquelle participait le sultan lui-même, Abdülaziz, le vieil établissement reprenait vie sous le nom de Lycée Impérial Ottoman (« Mekteb-i Sultani » ). Grâce aux efforts déployés par Cemil Paşa, alors ambassadeur turc à Paris, et Fuad Paşa, Ministre des Affaires étrangères, l’établissement dispensait un enseignement équivalent, pour les contenus et la qualité, à celui des lycées français. A côté des élèves musulmans, prenaient place également des élèves catholiques, orthodoxes et juifs. Les élèves pouvaient intégrer l’école de 9 à 12 ans, et selon leur niveau de langue en français ou en turc, étaient versés dans les classes préparatoires.En 1908, sous l’impulsion de Tevfik Fikret, alors directeur, la durée de chacun des cycles d’enseignement : primaire, collège, lycée est portée à trois ans, soit un cycle complet d’enseignement de 9 ans. Par ailleurs, des cours optionnels de persan, arabe, italien, latin, grec, arménien et allemand sont institués, à côté de leçons de piano et de violon.
À partir de 1924, l’établissement, dorénavant appelé « Lycée de Galatasaray », dispense un enseignement en accord avec les principes de la République. L’obligation de parler français pendant les récréations est levée, et les cours de culture générale sont donnés en turc. En 1967, les premières filles sont acceptées dans le lycée, et reçoivent les cours dans les bâtiments d’Ortaköy (« Feriye Sarayları »), alloués à Galatasaray par Atatürk au début des années trente.
En 1968, à l’occasion des cérémonies marquant le centième anniversaire de la fondation du Lycée Impérial, Charles de Gaulle, alors président de la République française, visite le lycée. En 1975, l’établissement entre dans la catégorie des lycées dits « anatoliens », avec un cycle complet d’enseignement de 8 ans. Enfin, le 14 avril 1992, par le protocole signé entre François Mitterrand, président de la République française, et Turgut Özal, huitième président de la république de Turquie, prend naissance l’« établissement d"enseignement intégré de Galatasaray » (EEIG, en turc G.E.Ö.K), qui réunit l’école primaire, le lycée et l’université.

## Admission
La moitié des étudiants de l’université Galatasaray sont admis après un examen centralisé d’entrée en université, en vigueur pour toutes les universités turques et organisé par le ministère turc de l’Éducation nationale. L’autre moitié est admise par un concours spécifique organisé par l’établissement lui-même, où seuls les diplômés des lycées francophones de la Turquie (comme le lycée de Galatasaray, le lycée Saint-Joseph (en), le lycée Notre-Dame de Sion, le lycée Saint-Michel, le lycée Saint-Benoît, le lycée Sainte-Pulchérie, etc.) et aussi des étudiants étrangers peuvent participer qui remplissent les conditions.

## Enseignement

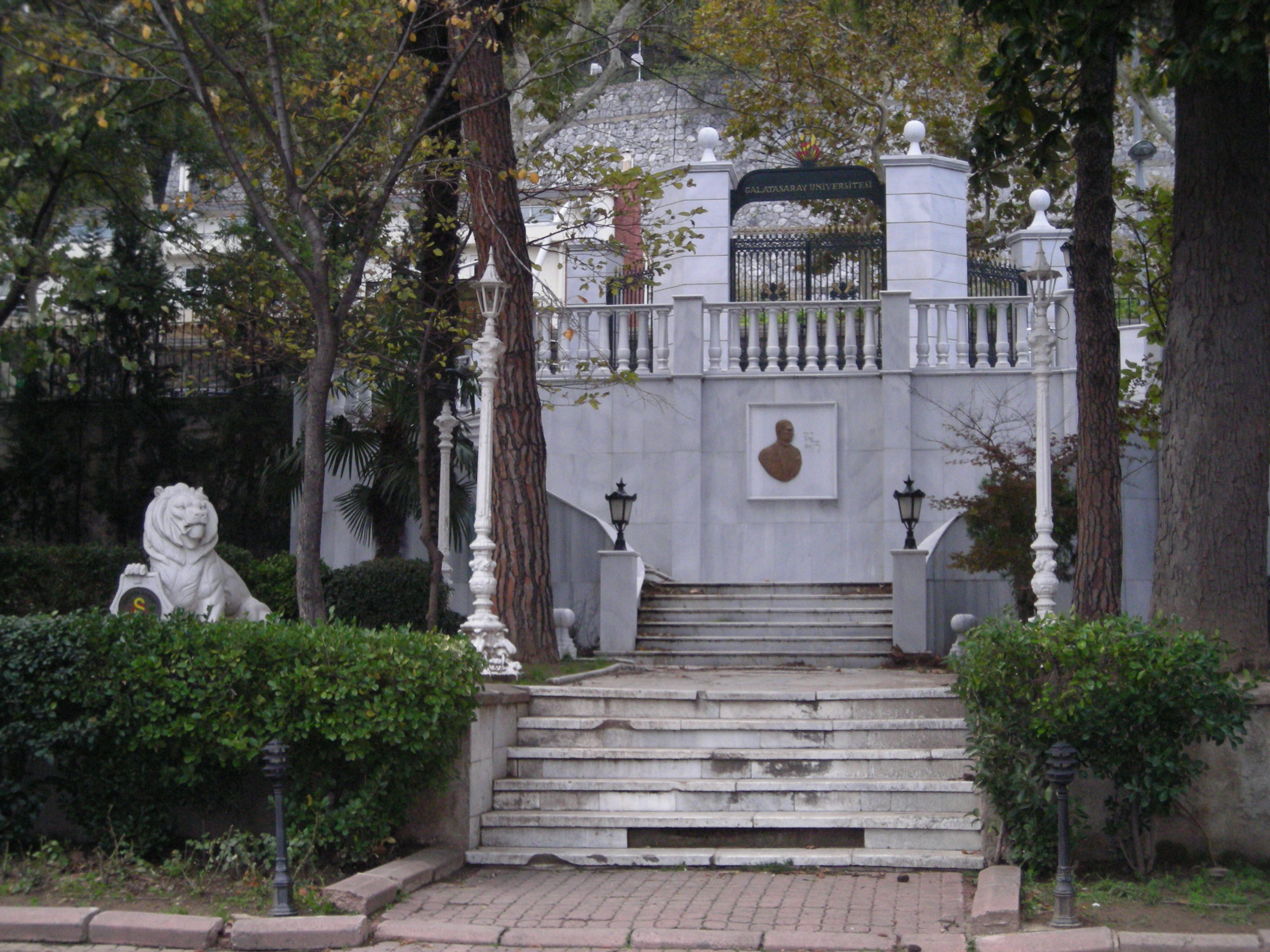
Entrée principale de l’université Galatasaray.

L’enseignement à l’université Galatasaray est bilingue, en français et en turc. En outre, l’apprentissage de l’anglais ou, si l'élève a déjà un bon niveau d'anglais, d'une autre langue (espagnol, allemand ou turc) est obligatoire. Les étudiants admis doivent suivre une année préparatoire (Hazırlık) consacrée à l’apprentissage de la langue et de la culture françaises, ce qui allonge d'un an leur scolarité par rapport au cursus universitaire classique. Les étudiants déjà francophones sont dispensés de cette première année.
L’université Galatasaray est le premier partenaire de la France en Turquie dans le domaine des échanges universitaires. En application du programme d’échange européen Erasmus, elle accueille chaque année des étudiants européens (près de 130 pour l'année universitaire 2012-2013 ; 250 pour l'année universitaire 2013-2014 et 250 pour l'année universitaire 2014-2015), pour la plupart en provenance de la France et de la Belgique ; une centaine d’étudiants de l’Université Galatasaray se rendent quant à eux chaque année dans des pays européens dans le cadre de ce programme d’échange. De même, de nombreux étudiants se rendent en France à la fin de leurs études pour faire un master ou un doctorat. À part ces programmes, des activités menées par de nombreux clubs d’étudiants assurent une visibilité particulière à cette université dans le monde éducatif, aussi bien en Europe qu’en Turquie. Parmi ces activités, il faut notamment citer l’Euroforum (le modèle de l’Union européenne euroforum) qui a lieu chaque année depuis 2001 et qui rassemble des centaines d’étudiants européens ainsi que le GSMUN (Galatasaray Model United Nations).
Depuis 2021, pour y enseigner, les professeurs doivent obtenir un diplôme de maîtrise de la langue turque. Cette nouvelle règlementation est présentée par la presse comme une mesure anti-française voulue par le président conservateur Recep Tayyip Erdogan.

## Emplacement
L'université Galatasaray se situe au bord du Bosphore, dans le quartier d'Ortaköy qui se trouve lui-même dans la municipalité de Beşiktaş, quartier peuplé et central de la rive nord-européenne d’Istanbul.
L'université est en fait composée de deux campus séparés par l'avenue Çırağan mais facilement reliés entre eux par un petit tunnel passant sous cette avenue.

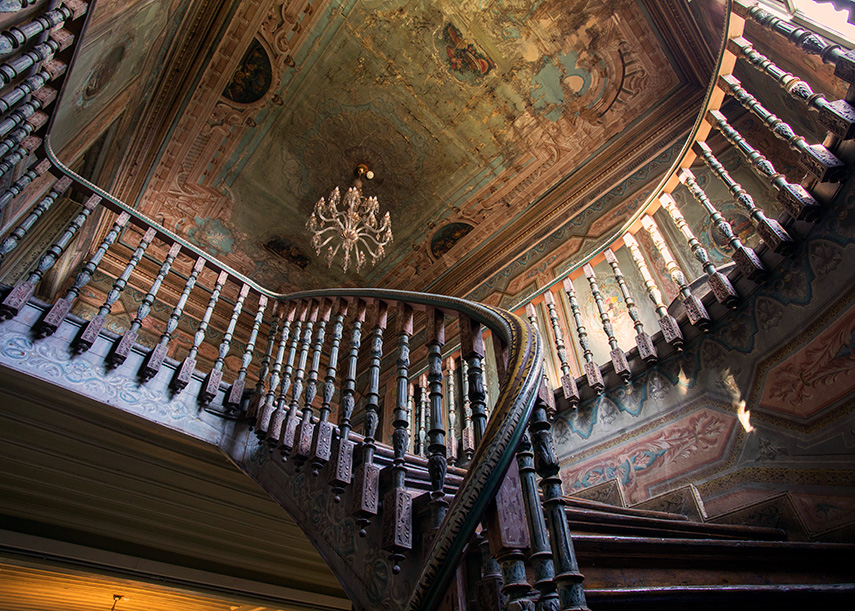
Intérieur de l'université de Galatasaray.

Le bâtiment principal, une partie des palais Feriye (l'autre partie étant occupée par le lycée de Kabataş) a été construit en 1871 par l'architecte arménien Sarkis Balyan et servait de palais résidentiel pour la famille royale durant le dernier demi-siècle de l’Empire ottoman.
Un incendie dû à un court-circuit électrique a détruit ce bâtiment le 22 janvier 2013 sans faire de victime. Un plan de reconstruction de ce palais à l'identique est actuellement[Quand ?] en cours.

## Personnalités liées à l'université

### Recteurs depuis 1992
- Yıldızhan Yayla (tr) (décembre 1992 - juillet 2000)
- Erdoğan Teziç (tr) (juillet 2000 - décembre 2003)
- Duygun Yarsuvat (tr) (janvier 2004 - janvier 2008)
- Ethem Tolga (tr) (janvier 2008 - février 2015)
- Ertuğrul Karsak (tr) (avril 2015 - juin 2023)
- Abdurrahman Muhammed Uludağ (depuis juin 2023)

### Professeurs
- Kenan Gürsoy (1950-)
- İlber Ortaylı (1947-)
- Candan Erçetin (1961-)
- Coşkun Kırca (1927-2005)
- Pierre Lellouche (1951-)
- Beril Dedeoğlu (1961-2019)

### Étudiants
- Charles Sitzenstuhl (1988-), député français